# Maierà
Maierà – miejscowość i gmina we Włoszech, w regionie Kalabria, w prowincji Cosenza.
Według danych na rok 2004 gminę zamieszkiwało 1325 osób, 77,9 os./km².